# بيتا رشيق
بيتا رشيق أو بيتا جميل أو بيتا أسود التاج (الاسم العلمي: Erythropitta venusta) (بالإنجليزية: Graceful Pitta)‏ أو (بالإنجليزية: Gracefulblack-crowned pitta)‏ هي نوع من الطيور تتبع جنس البيتا الأحمر من فصيلة طيور البيتا. يتوجد هذا النوع من الطيور في سومطرة، اندونيسيا. موائله الطبيعية هي الغابات الجبلية أو شبه المدارية الرطبة. وهو مهدد بفقدان الموائل.